# Абелиович, Лев Моисеевич
Лев Моисе́евич Абелио́вич (6 января 1912, Вильно — 3 декабря 1985, Минск) — белорусский советский композитор, заслуженный деятель искусств Белорусской ССР (1963), ученик В. А. Золотарёва и Н. Я. Мясковского.
Родился 24 декабря (по старому стилю) 1911 года в Вильне, в семье Моисея Лейбовича Абелиовича и Евы Эльяш-Хаимовны Абелиович, уроженцев Вильны. Учился в Варшавской консерватории с 1935 по 1939 годы, в 1941 году окончил Белорусскую консерваторию. Среди его студенческих работ — романсы, фортепианные произведения, увертюра для симфонического оркестра. С 1944 года Л. Абелиович жил в Москве. Здесь в течение двух лет он совершенствовал свое мастерство под руководством Николая Мясковского .
Автор 4 симфоний (1962—1983), концерта для фортепиано с оркестром (1979), фортепианного цикла «Фрески», вокализа памяти Д. Шостаковича, вокальных циклов, хоров, песен, романсов, музыки к радиоспектаклям, фильму и др. Писал музыку на стихи Я. Коласа, М. Танка, А. Мицкевича, М. Богдановича.

## Награды и звания
- Заслуженный деятель искусств Белорусской ССР (1963)
- орден «Знак Почёта» (05.01.1972)
- Почётные грамоты Верховных Советов Белорусской ССР и РCФСР